# Offensive Kingisepp–Gdov
Front de l'Est de la Seconde Guerre mondiale
 (Offensive Leningrad-Novgorod)
Batailles
- Kingisepp–Gdov
- Narva (1re offensive
- 2e offensive
- 3e offensive
- 4e offensive
- 5e offensive)
- Bombardements de Tallinn
- Auvere
- Ligne Tannenberg
- Tartu
- Tallinn
- Porkuni
- Moonsund
- Tehumardi

L'offensive Kingisepp-Gdov est une campagne qui a opposé le front soviétique de Leningrad et la 18e armée allemande pour le contrôle de la côte Est du lac Peïpous et les rives Ouest du fleuve Narva du 1er février au 1er mars 1944.
Le 109e corps de fusiliers s'empare de la ville de Kingissepp, forçant la 18e armée à prendre de nouvelles positions sur la rive Est de la Narva. Des unités avancées de la 2e armée de choc traversent le fleuve et établissent plusieurs têtes de pont sur la rive Ouest, au Nord et au Sud de la ville de Narva le 2 février. La 8e armée agrandit la tête de pont du marais de Krivasoo au Sud de la ville cinq jours plus tard, coupant la voie ferrée derrière le groupe Sponheimer. Le général d'armée Leonid Govorov n'a pas pu profiter de l'occasion pour encercler le petit détachement allemand qui a appelé des renforts. Ceux-ci provenaient principalement des Estoniens nouvellement mobilisés motivés pour résister à la réoccupation soviétique imminente. Dans le même temps, le 108e corps de fusiliers soviétique débarque ses unités sur le lac Peïpous sur l'île de Piirissaar à 120 kilomètres au sud de Narva et établit une tête de pont à Meerapalu. Par coïncidence, le 1er bataillon de la 20e division SS en direction de Narva a atteint la zone. Un bataillon du 44e régiment d'infanterie (constitué de personnel de Prusse-Orientale) et un escadron aérien détruisent la tête de pont soviétique les 15 et 16 février. Un assaut amphibie soviétique simultané est mené, alors que la 260e brigade d'infanterie navale indépendante de 517 hommes débarque dans la municipalité côtière de Mereküla derrière les lignes du groupe Sponheimer. Cependant, l'unité sera presque complètement anéantie.
À la suite de la campagne, les forces soviétiques ont pris le contrôle de la majeure partie de la côte est du lac Peïpous et ont établi un certain nombre de têtes de pont sur la rive ouest du fleuve Narva.